# Nord-Norges Åndssvakehjem
Nord-Norges Åndssvakehjem var en centralinstitution for psykisk udviklingshæmmede som var i drift fra 1954 til 1991. Institutionen gav pleje, værn og oplæring til mennesker med psykisk udviklingshæmning.
Institutionen var organiseret som en selvejende stiftelse, den samme stiftelsen som i dag hedder Nord-Norges Diakonistiftelse. 
Centralinstitutionen var Trastad Gård i Kvæfjord, men den samme stiftelse drev også Vensmoen hjem for åndssvake i Saltdal og Straumfjordheimen i Nordreisa.
Det var Margarethe Wiig som fik ideen om at oprette hjemmet, fordi hun så behovet da hun i 1937 fulgte en patient fra Sortland til Klæbu Pleiehjem (1917-1991). Hendes engagement fik Hålogaland bispedømmes råd til at nedsætte en komite med det formål at oprette en lignende institution for hele Nord-Norge. Komiteen begyndte sit arbejde i 1949, og købte gården Trastad til formålet. Den første pavillon, som patientbolighusene blev kaldt, åbnede i 1954, samme år som stiftelsen blev formelt etableret. Ved åbningen havde Pavillon 1 plads til 30 patienter, men institutionen blev efterhåndenst udvidet, ofte finansieret af indsamlingsaktioner. Allerede da Pavilion 1 blev indviet, var den næste pavilion under bygning, og en voldsom udvikling prægede Trastad de første år. Presset på institutionen var stort. Fra 1961 til 1966 blev der bygget fire store bygninger for at kunne opnå den største mulige rumkapacitet.
Hovedmålet var pleje, men arbejdstræning og oplæring blev en vigtig del af Trastads virksomhed. Institutionens beboere var defineret som "ikke oplæringsdygtige". Den første formaliserede oplæring begyndte i 1956 ved at en gruppe unge beboere fik konfirmationsundervisning og i 1960 blev de konfirmeret. 1957 ansatte Trastad sin første pædagog, Per Vestrheim, som snart viste at også elever fra Trastad kunne lære at læse og skrive. 1958 begyndte formningslærerinden Sigvor Riksheim med keramikundervisning for beboerne. Senere blev dette udvidet til et treårig skoleforsøg med undervisning i flere forskellige kunstudtryk. Forsøget viste hvordan mennesker med udviklingshæmning udviklede sig når de fik muligheden for at være kreative. Hendes ideer om udvikling gennem fri forming, var medvirkende til at fjerne barriererne for udviklingshæmmedes ret til at blive undervist.
I 1971 havde Trastad 371 beboere og 271 godkendte stillinger. Trastad blev nedlagt i 1991 som følge af den norske HVPU-reform, som overgav ansvaret for omsorg og uddannelse for psykisk udviklingshæmmede til hjemkommunerne.
1996 åbnede der i den tidligere Pavillon 7 det kulturhistoriske museum Trastad Samlinger. Museet viser kunst lavet af psykisk udviklingshæmmede, samt en udstilling som viser hvordan forholdene var både før og i den tid da stedet var en institution for pleje, værn og oplæring af psykisk udviklingshæmmede.